# Список картин Артемизии Джентилески
Список произведений итальянской художницы Артемизии Джентилески (1593— ок. 1653). Авторство некоторых картин спорно (часть из них приписывается также её отцу, Орацио Джентилески); не все произведения художницы имеют точную датировку.
При составлении списка использовалась монография Кейт Христиансен и Джудит В. Манн «Орацио и Артемизия Джентилески», Метрополитен-музей, Нью-Хейвен и Лондон, 2001 (Christiansen, Keith and Judith W. Mann, eds. Orazio and Artemisia Gentileschi. Exh. cat., Metropolitan Museum of Art. New Haven and London, 2001). Использован также каталог картин Артемизии Джентилески из работы Реймонда Уорда Бисселла (Raymond Ward Bissell) «Артемизия Джентилески и Власть Искусства: критическое прочтение и каталог-резоне» (1999) («Artemisia Gentileschi and the Authority of Art: Critical Reading and Catalogue Raisonné») и информация из других исследовательских искусствоведческих работ.

## Сводный каталог произведений
| №  | Картина | Название на языке оригинала                                  | Название на русском языке                               | Дата создания | Размер / Материал                      | Местонахождение | Комментарии |
| -- | ------- | ------------------------------------------------------------ | ------------------------------------------------------- | ------------- | -------------------------------------- | --- | --- |
| 1  |         | Giuditta e la sua ancella Abra con la testa di Oloferne      | Юдифь и её служанка Абра с головой Олоферна             | 1607-1610     | 130 × 99 см; масло, холст              | Рим, частное собрание Фабрицио Лемме                                                                                                   | возможно, совместно с Орацио Джентилески, отцом художницы |
| 2  |         | Madonna col Bambino                                          | Мадонна с младенцем                                     | 1609-1610     | 118 x 86 см; масло, холст              | Флоренция, палаццо Питти, Палатинская галерея (итал.)                                                                                  | |
| 3  |         | Susanna e i vecchioni                                        | Сусанна и старцы                                        | 1610          | 170 × 119 см; масло, холст             | Поммерсфельден, замок Вайсенштайн (нем.), Шёнборнское собрание произведений искусства                                                  | |
| 4  |         | Santa Cecilia come un suonatrice di liuto                    | Святая Цецилия с лютней                                 | 1610-1612     | 108 x 78,5 см; масло, холст            | Рим, палаццо Спада, галерея Спада | некоторые искусствоведы считают, что картина написана совместно с отцом художницы Орацио Джентилески, а иные дают другую датировку картины ок.1620                               |
| 5  |         | Madonna col Bambino                                          | Мадонна с младенцем                                     | 1611-1612     | 117 x 87 см; масло, холст              | Рим, палаццо Спада, галерея Спада | |
| 6  |         | Giuditta che decapita Oloferne                               | Юдифь, обезглавливающая Олоферна                        | 1611-1612     | 158,8 × 125,5 см; масло, холст         | Неаполь, музей Каподимонте | |
| 7  |         | Danaë                                                        | Даная                                                   | ок. 1612      | 41,3 × 52,7 см; масло на меди          | Сент-Луис, Сент-Луисский художественный музей                                                                                          | некоторые искусствоведы считают, что картина написана отцом художницы Орацио Джентилески                                                                                         |
| 8  |         | Morte di Cleopatra                                           | Смерть Клеопатры                                        | ок. 1613      | 118 × 181 см; масло, холст             | Милан, частное собрание Амадео Морандотти                                                                                              | некоторые искусствоведы считают, что картина написана отцом художницы Орацио Джентилески, а иные дают другую датировку картины (1621—1622)                                       |
| 9  |         | Salomè con la testa di San Giovanni Battista                 | Саломея с головой Иоанна Предтечи (Крестителя)          | ок. 1610-1615 | 84 × 92 см; масло, холст               | Будапешт, Музей изобразительных искусств                                                                                               | |
| 10 |         | Minerva (Sapienze)                                           | Минерва (Мудрость)                                      | ок. 1615      | 131 × 103 см; масло, холст             | Флоренция, галерея Уффици | некоторые искусствоведы дают другую датировку картины (1640-е) |
| 11 |         | Autoritratto come martire                                    | Автопортрет в образе мученицы                           | ок. 1615      | 31,7 × 24,8 см; масло по дереву        | Нью-Йорк, частное собрание | |
| 12 |         | Allegoria dell’Inclinazione                                  | Аллегория склонности (природного таланта) к искусству   | 1615-1616     | 152 × 61 см; масло, холст              | Флоренция, Каза Буонарроти | возможно, является автопортретом художницы; драпировка, прикрывающая наготу, выполнена позже итальянским художником Бальдассаре Франческини (по прозвищу Вольтеррано) (ок. 1684) |
| 13 |         | Maddalena penitente                                          | Кающаяся Магдалина                                      | 1615-1616     | 65,7 × 50,8 см; масло,холст            | Лос-Анджелес, частное собрание Марка А. Сайднера                                                                                       | некоторые искусствоведы дают другую датировку картины (ок. 1631) |
| 14 |         | Conversione della Maddalena (Maria Maddalena penitente)      | Преображение Марии Магдалины (Кающаяся Мария Магдалина) | 1615-1616     | 146,5 × 108 см; масло, холст           | Флоренция, палаццо Питти, Палатинская галерея (итал.)                                                                                  | некоторые искусствоведы дают другую датировку картины (ок. 1620—1625) |
| 15 |         | Autoritratto come suonatrice di liuto                        | Автопортрет в образе лютнистки                          | 1615-1617     | 77,5 × 71,8 см; масло, холст           | Хартфорт, Уодсворт Атенеум | |
| 16 |         | Ritratto di una monaca                                       | Портрет монахини                                        | ок. 1613-1618 | 70 x 52,5 см; масло, холст             | Частное собрание | |
| 17 |         | La Vergine allatta il Bambino                                | Богородица, кормящая младенца                           | ок. 1616-1618 | 118 x 86 см; масло, холст              | Частное собрание | |
| 18 |         | Giuditta con la sua ancella                                  | Юдифь со своей служанкой                                | 1618-1619     | 114 × 93,5 см; масло, холст            | Флоренция, палаццо Питти, Палатинская галерея (итал.)                                                                                  | |
| 19 |         | Santa Caterina di Alessandria                                | Святая Екатерина Александрийская                        | 1618-1619     | 77 × 62 см; масло, холст               | Флоренция, галерея Уффици | |
| 20 |         | Maria Maddalena in estasi                                    | Мария Магдалина в экстазе                               | 1613-1620     | 81 × 105 см; масло, холст              | Частное собрание | Эксперты аукционного дома Sotheby's дают более раннюю датировку картины (ок. 1611), считая, в том числе, что она, возможно, является и автопортретом художницы                   |
| 21 |         | Giuditta che decapita Oloferne                               | Юдифь, обезглавливающая Олоферна                        | 1614-1620     | 199 × 162,5 см; масло, холст           | Флоренция, галерея Уффици | |
| 22 |         | Santa Caterina di Alessandria                                | Святая Екатерина Александрийская                        | ок. 1615-1620 | 90,2 x 75,5 см; масло, холст           | Частное собрание | |
| 23 |         | Giaele e Sisara                                              | Иаиль и Сисара                                          | ок. 1620      | 86 × 125 см; масло, холст              | Будапешт, Музей изобразительных искусств                                                                                               | |
| 24 |         | Cleopatra                                                    | Клеопатра                                               | ок. 1620      | 97 × 71,5 см; масло, холст             | Феррара, частное собрание фонда Каваллини-Згарби                                                                                       | |
| 25 |         | Santa Cecilia                                                | Святая Цецилия                                          | ок. 1620      | 92 x 72 см; масло, холст               | Тренто, частное собрание | возможно является автопортретом художницы в образе этой святой |
| 26 |         | Santa Caterina di Alessandria                                | Святая Екатерина Александрийская                        | ок. 1620      | 97,8 x 74,9 см; масло, холст           | Эль-Пасо, Музей искусств (англ.), из собрания фонда Самуэля Г. Кресса                                                                  | возможно, совместно с Орацио Джентилески, отцом художницы |
| 27 |         | Ritratto di una donna seduta (signora Caterina Savelli?)     | Портрет сидящей дамы (сеньора Екатерина Савелли?)       | ок. 1620      | 128,3 x 95,9 см; масло, холст          | Частное собрание | возможно, на картине изображена Екатерина Савелли (1588—1639), сеньора Ариччи |
| 28 |         | Lucrezia                                                     | Лукреция                                                | 1620-1621     | 54 × 51 см; масло, холст               | Генуя, палаццо Катанео-Адорно (палаццо Ладзаро и Джакомо Спинола) (итал.)                                                              | |
| 29 |         | Ritratto di Gonfaloniere                                     | Портрет Гонфалоньера                                    | 1622          | 208,4 × 128,4 см; масло, холст         | Болонья, палаццо д’Аккурсио (итал.), городское собрание предметов искусства (итал.)                                                    | на картине возможно изображён Пьетро Джентиле, гонфалоньер Болоньи |
| 30 |         | Susanna e i vecchioni                                        | Сусанна и старцы                                        | 1622          | 162,5 × 121,9 см; масло, холст         | Стамфорд, дворец Бёргли-хаус | возможно не принадлежит кисти художницы, но приписывается Артемизии Джентилески                                                                                                  |
| 31 |         | Giuseppe e la moglie di Putifarre                            | Иосиф и жена Потифара                                   | ок. 1622-1623 | 232,7 × 193,7 см; масло, холст         | Кембридж, Гарвардский художественный музей, художественный музей Фогга (англ.), из собрания фонда Самуэля Г. Кресса                    | возможно написана итальянским художником Паоло Доминико Финолио (итал.) ок. 1640, но также приписывается Артемизии Джентилески                                                   |
| 32 |         | Ritratto di dama con ventaglio                               | Портрет дамы c веером                                   | ок. 1620-1625 | 127 × 95,3 см; масло, холст            | Частное собрание | |
| 33 |         | Maria Maddalena come la Malinconia                           | Мария Магдалина в образе Меланхолии                     | 1622-1625     | 122 × 96 см; масло, холст              | Севилья, Севильский кафедральный собор, сокровищница собора (исп.)                                                                     | |
| 34 |         | Maria Maddalena come la Malinconia                           | Мария Магдалина в образе Меланхолии                     | 1622-1625     | 136,3 × 100,3 см; масло, холст         | Мехико, музей Соумайя (Пласа Карсо), из собрания фонда Карлоса Слима                                                                   | |
| 35 |         | Giuditta con la sua ancella                                  | Юдифь и её служанка с головой Олоферна                  | ок. 1623-1625 | 184 × 141,6 см; масло, холст           | Детройт, Детройтский институт искусств                                                                                                 | |
| 36 |         | Aurora                                                       | Аврора                                                  | ок. 1625-1627 | 218 × 146 см; масло, холст             | Рим, частное собрание | |
| 37 |         | Ritratto di gentiluomo (Antoine de Ville?)                   | Портрет джентльмена (Антуан Девилль?)                   | ок. 1626-1627 | 204,5 × 109,2 см; масло, холст         | Нью-Йорк, частное собрание, New Bryant Collection (в экспозиции Неаполь, музей Каподимонте, Королевский дворец)                        | на картине возможно изображён Антуан Девилль (1596—1656), французский военный инженер                                                                                            |
| 38 |         | Maddalena penitente                                          | Кающаяся Магдалина                                      | ок. 1627-1629 | 100 × 73 см; масло, холст              | Сорренто, музей Корреале ди Терранова (итал.)                                                                                          | |
| 39 |         | La donna che suona il liuto                                  | Женщина, играющая на лютне                              | ок. 1628-1629 | 64 × 78 см; масло, холст               | Частное собрание | |
| 40 |         | Allegoria della Pittura                                      | Аллегория живописи                                      | 1620-1630     | 95,5 × 133 см; масло, холст            | Ле-Ман, музей Тессе (франц.) | |
| 41 |         | Venere e Cupido (Venere dormiente)                           | Венера и Купидон (Спящая Венера)                        | 1625-1630     | 96,52 × 143,83 см; масло, холст        | Ричмонд, Виргинский музей изобразительных искусств                                                                                     | |
| 42 |         | Annunciazione                                                | Благовещение Пресвятой Богородицы                       | ок. 1630      | 257 × 179 см; масло, холст             | Неаполь, музей Каподимонте, Королевский дворец                                                                                         | |
| 43 |         | Maddalena                                                    | Магдалина                                               | ок. 1630      | 100 × 96 см; масло, холст              | Лондон — Милан, частное собрание художественной галереи «Robilant+Voena» (в экспозиции Неаполь, музей Каподимонте, Королевский дворец) | картина находиться в частном собрании арт-дилеров Эдмондо ди Робиланта и Марко Воэны                                                                                             |
| 44 |         | Clio, la Musa della Storia (La Fama)                         | Клио, муза Истории (Молва)                              | 1632          | 127,6 × 97,2 см; масло, холст          | Пиза, палаццо Джули Росселмини Гуаланди (Голубой Палаццо) (итал.)                                                                      | |
| 45 |         | Ester e Assuero                                              | Есфирь перед Артаксерксом                               | ок. 1628-1635 | 208,3 × 273,7 см; масло, холст         | Нью-Йорк, Метрополитен-музей | |
| 46 |         | La ninfa Corisca e il satiro                                 | Нимфа Кориска и сатир                                   | ок. 1630-1635 | 155 × 210 см; масло, холст             | Неаполь, частное собрание Лучано Педичини                                                                                              | возможно, совместно с итальянским художником Массимо Станционе |
| 47 |         | Allegoria della Fama                                         | Аллегория молвы                                         | ок. 1630-1635 | 57,5 × 51,2 см; масло, холст           | Лондон — Милан, частное собрание художественной галереи «Robilant+Voena»                                                               | картина находиться в частном собрании арт-дилеров Эдмондо ди Робиланта и Марко Воэны; в настоящий момент относится к творчеству Артемизии Джентилески                            |
| 48 |         | Cleopatra                                                    | Клеопатра                                               | ок. 1633-1635 | 117 × 175,5 см; масло, холст           | Рим, частное собрание | |
| 49 |         | Nascita di san Giovanni Battista                             | Рождество Иоанна Предтечи (Крестителя)                  | 1633-1635     | 184 × 258 см; масло, холст             | Мадрид, Национальный музей Прадо | |
| 50 |         | Abbraccio tra la Giustizia e la Pace                         | Правосудие охватывает Мир                               | ок. 1635      | 25,3 × 25,3 см; масло на буковой доске | Частное собрание (в экспозиции Неаполь, музей Каподимонте, Королевский дворец)                                                         | |
| 51 |         | Santa Caterina di Alessandria                                | Святая Екатерина Александрийская                        | ок. 1635      | 76 x 67 см; масло, холст               | Частное собрание | |
| 52 |         | Cristo e la samaritana al pozzo                              | Христос и самаритянка у колодца                         | ранее 1637    | 267,5 × 206 см; масло, холст           | Неаполь, частное собрание (в экспозиции Неаполь, музей Каподимонте, Королевский дворец)                                                | |
| 53 |         | Betsabea                                                     | Вирсавия                                                | ок. 1636-1637 | 265,43 × 209,55 см; масло, холст       | Колумбус, Музей искусств (англ.) | возможно, совместно с итальянским художником Вивиано Кодацци |
| 54 |         | San Gennaro nell’anfiteatro di Pozzuoli                      | Мученичество святого Януария в амфитеатре Поццуоли      | ок. 1636-1637 | 300 × 200 см; масло, холст             | Поццуоли, Кафедральный собор (итал.)                                                                                                   | картина возвращена в собор после реставрации в музее Каподимонте (Неаполь) в 2014 году                                                                                           |
| 55 |         | San Procolo di Pozzuoli e la sua madre Santa Nicea           | Святые мученики Прокл Поццуольский и его мать Никея     | ок. 1636-1637 | 300 × 180 см; масло, холст             | Поццуоли, Кафедральный собор (итал.)                                                                                                   | картина возвращена в собор после реставрации в музее Каподимонте (Неаполь) в 2014 году                                                                                           |
| 56 |         | Adorazione dei Magi                                          | Поклонение волхвов                                      | ок. 1636-1637 | 311 × 206 см; масло, холст             | Поццуоли, Кафедральный собор (итал.)                                                                                                   | картина возвращена в собор после реставрации в музее Каподимонте (Неаполь) в 2014 году                                                                                           |
| 57 |         | Autoritratto (Allegoria della Pittura)                       | Автопортрет (Аллегория живописи)                        | ок. 1637      | 98 × 74,5 см; масло, холст             | Рим, палаццо Барберини, Национальная галерея старинного искусства                                                                      | |
| 58 |         | Sansone e Dalila                                             | Самсон и Далила                                         | ок. 1630-1638 | 90,5 × 109,5 см; масло, холст          | Неаполь, палаццо Зеваллос-Стильяно (итал.)                                                                                             | |
| 59 |         | Betsabea al bagno                                            | Купание Вирсавии                                        | ок. 1636-1638 | 185,2 × 145,4 см; масло, холст         | Лондон, галерея Маттизен (англ.) (в экспозиции Неаполь, музей Каподимонте, Королевский дворец)                                         | написана совместно с Бернардо Каваллино, Джованни Франческо Барбьери (по прозвищу Гверчино) и, возможно, другими художниками мастерской Артемизии Джентилески в Неаполе          |
| 60 |         | Lot e le sue figlie                                          | Лот и его дочери                                        | ок. 1636-1638 | 203,5 × 183 см; масло, холст           | Толидо, Музей искусств | |
| 61 |         | Santa Lucía                                                  | Святая Луция                                            | ок. 1636-1638 | 63 x 53 см; масло, холст               | Частное собрание | |
| 62 |         | Betsabea al bagno                                            | Купание Вирсавии                                        | ок. 1637-1638 | 204,5 × 155,5 см; масло, холст         | Галле (Саксония-Анхальт), частное собрание                                                                                             | |
| 63 |         | Autoritratto come allegoria della Pittura                    | Автопортрет в образе аллегории Живописи                 | ок. 1638-1639 | 98,6 × 75,2 см; масло, холст           | Виндзор, Виндзорский замок, Британская королевская коллекция                                                                           | |
| 64 |         | Un'allegoria della Pace e delle Arti sotto la Corona inglese | Аллегория Мира и Искусств под английской короной        | ок. 1638-1639 | 892 × 1070 см; масло, холст            | Лондон, Мальборо-хаус | совместно с Орацио Джентилески, отцом художницы |
| 65 |         | Ulisse scopre Achille alla corte del re Licomede             | Одиссей находит Ахилла при дворе царя Ликомеда          | 1641          | 167 × 234,8 см; масло, холст           | Частное собрание | |
| 66 |         | Lucrezia                                                     | Лукреция                                                | ок. 1642-1643 | 206 × 182 см; масло, холст             | Неаполь, музей Каподимонте, Королевский дворец                                                                                         | возможно, совместно с итальянским художником Массимо Станционе или, в целом, некоторыми искусствоведами данная картина относится к работам этого художника                       |
| 67 |         | Santa Lucía                                                  | Святая Луция                                            | ок. 1642-1644 | 74 x 57 см; масло, холст               | Частное собрание | |
| 68 |         | Santa Apollonia                                              | Святая Аполлония                                        | ок. 1642-1644 | 74 x 57 см; масло, холст               | Частное собрание | |
| 69 |         | Betsabea al bagno                                            | Купание Вирсавии                                        | ок. 1640-1645 | 225 × 226 см; масло, холст             | Вена, частное собрание Александра Хааса                                                                                                | |
| 70 |         | Betsabea al bagno                                            | Купание Вирсавии                                        | ок. 1640-1645 | 288 × 228 см; масло, холст             | Рим, частное собрание | возможно, совместно с итальянским художником Вивиано Кодацци |
| 71 |         | Santa Caterina di Alessandria                                | Святая Екатерина Александрийская                        | 1640-е        | 76 x 60 см; масло, холст               | Частное собрание | |
| 72 |         | Allegoria dell'Astronomia                                    | Аллегория астрономии                                    | 1640-е        | 97,50 x 72,50 см; масло, холст         | Частное собрание | |
| 73 |         | Susanna e i vecchioni                                        | Сусанна и старцы                                        | 1649          | 205 × 168 см; масло, холст             | Брно, Моравская галерея | |
| 74 |         | Betsabea al bagno                                            | Купание Вирсавии                                        | ок. 1645-1650 | 259 × 218 см; масло, холст             | Потсдам, Новый дворец | возможно, совместно с итальянским художником Вивиано Кодацци |
| 75 |         | Il ratto di Lucrezia                                         | Изнасилование Лукреции                                  | ок. 1645-1650 | 261 × 226 см; масло, холст             | Потсдам, Новый дворец | |
| 76 |         | Davide e Betsabea                                            | Давид и Вирсавия                                        | ок. 1645-1650 | 286 × 214 см; масло, холст             | Флоренция, палаццо Питти, Палатинская галерея (итал.)                                                                                  | возможно, совместно с итальянским художником Вивиано Кодацци; картина отреставрирована в 2008 году при содействии фонда «Продвижение женщин-художниц» (AWA) (англ.)              |
| 77 |         | Giuditta e la fantesca Abra con la testa di Oloferne         | Юдифь и её служанка Абра с головой Олоферна             | ок. 1645-1650 | 272 × 221 см; масло, холст             | Неаполь, музей Каподимонте | |
| 78 |         | Giuditta e la fantesca con la testa di Oloferne              | Юдифь и её служанка с головой Олоферна                  | ок. 1645-1650 | 235 × 172 см; масло, холст             | Канны, музей де ля Кастр (франц.) | |
| 79 |         | Allegoria della Retorica                                     | Аллегория риторики                                      | ок. 1650      | 90 × 72 см; масло, холст               | Лондон — Милан, частное собрание художественной галереи «Robilant+Voena»                                                               | картина находиться в частном собрании арт-дилеров Эдмондо ди Робиланта и Марко Воэны; в настоящий момент относится к творчеству Артемизии Джентилески                            |
| 80 |         | Il trionfo di Galatea                                        | Триумф Галатеи                                          | ок. 1650      | 152,1 × 205,1 см; масло, холст         | Вашингтон, Национальная галерея искусства                                                                                              | возможно написана итальянским художником Бернардо Каваллино, но также приписывается Артемизии Джентилески                                                                        |
| 81 |         | Susanna e i vecchioni                                        | Сусанна и старцы                                        | ок. 1650      | 168 × 112 см; масло, холст             | Бассано-дель-Граппа, Гражданский музей (итал.)                                                                                         | является более поздним повторением собственной картины «Сусанна и старцы» (1649)                                                                                                 |
| 82 |         | Madonna e Bambino con rosario                                | Мадонна с младенцем и чётками                           | ок. 1650-1651 | 59,5 x 38,5 см; масло, холст           | Мадрид, монастырь Эскориал | |